# Пустынные кобры
Пустынные кобры (лат. Walterinnesia) — род змей из семейства аспидов, обитающий на Ближнем Востоке.

## Описание
Общая длина представителей этого рода колеблется от 90 см до 1,2 м. Голова вытянутая, заостренная с большими щитками. Морда широкая и плоская. Туловище крепкое и массивное. Чешуя без килей или они почти не развиты. Окрас чёрный или тёмно-серый.

## Образ жизни
Населяют пустыни и полупустыни. Значительное время проводят под землёй, в связи с этим зрение плохо развито, эти змеи больше полагаются на своё обоняние. Активны ночью и в сумерках, питаются ящерицами, земноводными, птицами, грызунами, иногда змеями.
Кусаются только ради обороны и при охоте.

## Размножение
Это яйцекладущие змеи.

## Распространение
Обитают в Египте, Израиле, Иордании, Саудовской Аравии, Ливане, Турции, Иране, Ираке, Кувейте, Объединенных Арабских Эмиратах.

## Классификация
На сентябрь 2018 года в род включают 2 вида:
- Walterinnesia aegyptia Lataste, 1887 — Египетская пустынная кобра
- Walterinnesia morgani (Mocquard, 1905)